# Gift dig - og bliv lykkelig
Gift dig - og bliv lykkelig (originaltitel Cheaper to Marry) er en amerikansk stumfilm fra 1925 instrueret af Robert Z. Leonard.

## Medvirkende
- Conrad Nagel som Dick Tyler
- Lewis Stone som Jim Knight
- Paulette Duval som  Evelyn
- Marguerite De La Motte som Doris
- Louise Fazenda som Flora
- Claude Gillingwater som Riddle
- Richard Wayne som Dal Whitney